# Neukirch (Bade-Wurtemberg)
Pour les articles homonymes, voir Neukirch.
Neukirch est une commune de Bade-Wurtemberg (Allemagne), située dans l'arrondissement du Lac de Constance, dans la région Bodensee-Oberschwaben, dans le district de Tübingen.